# Quararibea tulekunae
Quararibea tulekunae är en malvaväxtart som beskrevs av Fern.Alonso. Quararibea tulekunae ingår i släktet Quararibea och familjen malvaväxter. Inga underarter finns listade i Catalogue of Life.